# Frank Stack
Frank Stack (1. ledna 1906 Winnipeg, Manitoba – 5. ledna 1987 Winnipeg, Manitoba) byl kanadský rychlobruslař.
Na Zimních olympijských hrách 1932 startoval ve všech čtyřech disciplínách. Největšího úspěchu dosáhl na nejdelší trati 10 000 m, kde vybojoval bronzovou medaili. V závodech na 500 m a 1500 m skončil těsně pod stupni vítězů, čtvrtý, a na pětikilometrové distanci se umístil sedmý. Zúčastnil se také zimní olympiády 1948, kde byl na sprinterské pětistovce šestý a trať 1500 m dokončil na 27. příčce. O čtyři roky později, na ZOH 1952, absolvoval pouze závod na 500 m, v němž se umístil na 12. místě.